# Doruk Çetin

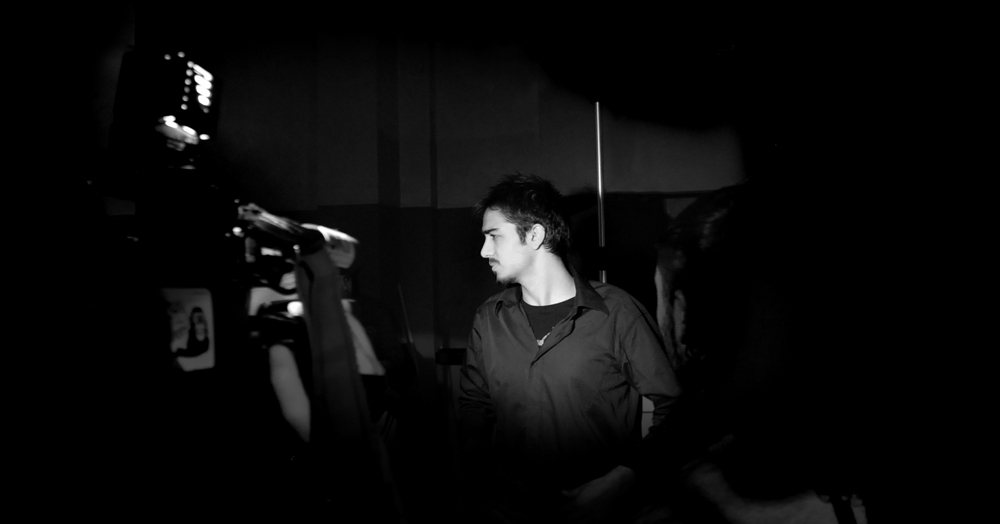
Doruk Çetin am Set

Doruk Çetin (* 15. Mai 1987 in Istanbul) ist ein türkischer Filmregisseur, Drehbuchautor, Schauspieler und Produzent.

## Leben
Er studierte Bildende Kunst an der Bahçeşehir-Universität in Istanbul. Çetin arbeitet für eine Firma namens Miasma Film in Istanbul und Los Angeles. Das Unternehmen zeigt Aktivitäten in Hollywood zusammen mit Jason Lotfi, einem Make-up-Artisten, der unter anderem mit Madonna und Ben Stiller arbeitet.
Doruk Çetin produzierte die TV-Show Extreme Garaj in Fox Türkei Kanal und führte dabei auch Regie. Er arbeitete mit Künstlern wie Demir Demirkan, Aylin Aslım, Hayko Cepkin, Vega in der Musik-Industrie und Unternehmen wie Cacharel und LittleBig in der Fotoindustrie.
Doruk Çetin hatte eine Hauptrolle in einem Spielfilm mit dem Titel Yankee Go Home. Weitere Darsteller waren Leelee Sobieski, Jeroen Krabbé, Mehmet Aslan und Omur Arpaci. Der Film entstand unter der Regie seines Onkels Sinan Çetin.
Er ist ein Neffe von Muhsin Ertuğrul und Sinan Çetin.